# Rumunia na Mistrzostwach Świata w Lekkoatletyce 2011
Rumunia na Mistrzostwach Świata w Lekkoatletyce 2011 była reprezentowana przez 8 zawodników.

## Wyniki reprezentantów Rumunii

### Mężczyźni

#### Konkurencje biegowe
| Konkurencja | Zawodnik       | Finał        | Finał   |
| Konkurencja | Zawodnik       | Rezultat     | Pozycja |
| ----------- | -------------- | ------------ | ------- |
| maraton     | Marius Ionescu | 2:15:32 (PB) | 13.     |

#### Konkurencje techniczn
| Konkurencja | Zawodnik     | Eliminacje | Eliminacje | Finał    | Finał   |
| Konkurencja | Zawodnik     | Rezultat   | Pozycja    | Rezultat | Pozycja |
| ----------- | ------------ | ---------- | ---------- | -------- | ------- |
| trójskok    | Marian Oprea | 16.61 m    | 15.        |          |         |

### Kobiety

#### Konkurencje biegowe
| Konkurencja           | Zawodnik          | Eliminacje | Eliminacje | Półfinał | Półfinał | Finał    | Finał   |
| Konkurencja           | Zawodnik          | Rezultat   | Pozycja    | Rezultat | Pozycja  | Rezultat | Pozycja |
| --------------------- | ----------------- | ---------- | ---------- | -------- | -------- | -------- | ------- |
| 100 m                 | Andreea Ogrăzeanu | 11.46      | 32.        |          |          |          |         |
| 3000 m z przeszkodami | Cristina Casandra |            |            | 9:51.00  | 19.      |          |         |
| chód na 20 km         | Claudia Ștef      |            |            |          |          | 1:36.55  | 27.     |

#### Konkurencje techniczne
| Konkurencja  | Zawodnik       | Eliminacje | Eliminacje | Finał        | Finał   |
| Konkurencja  | Zawodnik       | Rezultat   | Pozycja    | Rezultat     | Pozycja |
| ------------ | -------------- | ---------- | ---------- | ------------ | ------- |
| skok wzwyż   | Esthera Petre  | 1.92 m     | 14.        |              |         |
| rzut dyskiem | Nicoleta Grasu | 60.13 m    | 10. q      | 62.08 m      | 8.      |
| rzut młotem  | Bianca Perie   | 69.66 m    | 11. Q      | 72.04 m (SB) | 6.      |